# Urmince
Urmince este o comună slovacă, aflată în districtul Topoľčany din regiunea Nitra. Localitatea se află la altitudinea de 199 m deasupra n.m., se întinde pe o suprafață de 10,91 km2 și în 2017 număra 1.405 locuitori.

## Istoric
Localitatea Urmince este atestată documentar din 1156.

## Demografie
| An:                | 1994 | 2004   | 2014   | 2024   |
| ------------------ | ---- | ------ | ------ | ------ |
| Număr de persoane: | 1370 | 1389   | 1414   | 1381   |
| Diferență:         |      | +1,38% | +1,79% | −2,33% |

| An:                | 2023 | 2024   |
| ------------------ | ---- | ------ |
| Număr de persoane: | 1401 | 1381   |
| Diferență:         |      | −1,42% |